# Breña Alta
Breña Alta település Spanyolországban, Santa Cruz de Tenerife tartományban. Breña Alta Santa Cruz de la Palma, El Paso és Breña Baja községekkel határos. Lakosainak száma 7428 fő (2024).

## Népesség
A település népessége az elmúlt években az alábbi módon változott:
| Lakosok száma | 6091 | 6847 | 7184 | 7337 | 7298 | 7293 | 7061 | 7204 | 7199 | 7428 |
|               | 2001 | 2004 | 2007 | 2009 | 2012 | 2014 | 2017 | 2019 | 2022 | 2024 |